# 逢沢ゆりか
逢沢 ゆりか（あいざわ ゆりか、10月1日 - ）は、日本の女性声優。埼玉県出身。ステイラック所属。旧芸名：あいざわ ゆりか。

## 略歴
2011年にマウスプロモーション所属。2017年よりステイラック所属。

## 人物
趣味・特技は、朝の御朱印散歩、フィギュアスケート観戦、水泳。資格は、秘書検定2級、書道2段。

## 出演
太字はメインキャラクター。

### テレビアニメ
2012年
- ジュエルペット サンシャイン（マリ・アントワネット）
- ジョジョの奇妙な冒険（女）
- はいたい七葉（美衣子）

2014年
- アイカツ!（ウェイトレス）
- アカメが斬る!（スピア）
- 失われた未来を求めて（秋山奏〈幼少期〉）
- 金田一少年の事件簿R（海堂瞳）
- ベイビーステップ（2014年 - 2015年、中城めぐみ）- 2シリーズ
- ダイヤのA（女子マネージャー）
- 牙狼〈GARO〉-炎の刻印- （理髪師の妻）

2015年
- NARUTO -ナルト- 疾風伝（フヨウ）
- 銀魂゜（幽霊）
- K RETURN OF KINGS（秘書）
- バトルスピリッツ 烈火魂（オペレーター、少年、少女）

2016年
- プリンス・オブ・ストライド オルタナティブ（藤原尊〈幼少期〉）
- 双星の陰陽師（破石テツジ）
- ジョーカー・ゲーム（女性）

2017年
- 最遊記RELOAD BLAST（三仏神）
- ブラッククローバー（2017年 - 2020年、ネブラ・シルヴァ、貴族の女）
- いぬやしき（女性）

2018年
- ヴァイオレット・エヴァーガーデン（ブリジット）
- ポプテピピック（女囚B、ホステスA）
- Butlers〜千年百年物語〜（女性店員）
- Lostorage conflated WIXOSS（少女、アナウンス）
- プラネット・ウィズ（主婦(2)）
- 俺が好きなのは妹だけど妹じゃない（女性レポーター）

2019年
- マナリアフレンズ（生徒A）
- ワンパンマン（女性市民B）
- 手品先輩（店員）
- 異世界チート魔術師（ベラ）
- この音とまれ!（佐伯深優）

2020年
- アルテ（侍女）

2021年
- SCARLET NEXUS（お姉さん）

### 劇場アニメ
- 機甲英雄 劇場版 我與我等於無限大（2023年、芙歐蘭）

### OVA
- ダイヤのA（2014年、小湊兄弟の母）
- ふたりエッチ（第3期）（2014年、高橋鈴鹿[4]）
- 俺が好きなのは妹だけど妹じゃない （2019年、システムの声）

### ゲーム
2012年
- シェルノサージュ〜失われた星へ捧ぐ詩〜（フラクテル）
- ファイアーエムブレム 覚醒（ミリエル）
- ラグナロク オデッセイ（メニア）

2013年
- アサシン クリード IV ブラック フラッグ（シルビア・シーブリック）
- サウザンドメモリーズ（ジェムニ）
- 真・女神転生IV（悪魔の女の子）
- ファンタジーライフ LINK!（イムカ）
- ラグナロク オデッセイ エース（メニア）

2014年
- skylock 神々と運命の五つ子

2015年
- ウィッチャー3 ワイルドハント（トリス）
- 幻獣姫（ジェムニ）
- 少女とドラゴン-幻獣契約クリプトラクト-（ザッカーリア）
- プリンス・オブ・ストライド（藤原尊〈幼少期〉）
- ドラゴンクエストVIII 空と海と大地と呪われし姫君（メダル王女）

2016年
- グランマルシェの迷宮（ネール、バラライカ、ダークローズ、ミモザ、コリンズ）
- 真・女神転生IV FINAL（アキラの姉）
- ストリートファイターV（ジウユー）
- 誰ガ為のアルケミスト（シュメイア）

2017年
- 天空のクラフトフリート（2017年 - 2018年、カルロッタ、リーデル）
- 武器よさらば（カガチ）
- モン娘☆は〜れむ（リリウム）

2018年
- グウェント ウィッチャーカードゲーム（トリス）
- プリンセスコネクト!Re:Dive（女性）
- 夜明けのベルカント（イルムガルト、シュラ）

2019年
- プリンセスコネクト！Re:Dive（女性）
- WAR OF THE VISIONS ファイナルファンタジー ブレイブエクスヴィアス 幻影戦争（イルディラ）

2020年
- ドラゴンクエストライバルズ エース（メダル王女）
- WAR OF THE VISIONS ファイナルファンタジー ブレイブエクスヴィアス 幻影戦争（イルディラ）
- 東方LostWord（八雲藍、レミリア・スカーレット、聖白蓮）
- モンスターストライク（リッシュ、パズル）

2021年
- ファイアーエムブレム ヒーローズ（ミリエル）

2024年
- ファイナルファンタジーXVI THE RISING TIDE -海の慟哭-（レイラ）
- オーバーウォッチ2 ハザード・タクティス ヒーロートレーラー（スージー）

### 吹き替え

#### 映画
- アシュラ（チョン・ユニ〈オ・ヨナ〉）
- アリバイ・ドット・コム（フロー）
- インビジブル・スパイ（エマ〈ジャッキー・チョイ〉[10]）
- ウォリアー・ゲート 時空を超えた騎士（スーリン〈ニー・ニー〉）
- 王朝の陰謀 判事ディーと天空のドラゴン（上官婉児〈リー・ルオシー〉[11]）
- 大人の女子会・ナイトアウト（ベイリー・フィールド）
- キック・アス/ジャスティス・フォーエバー（エリカ・チョウ〈ソフィ・ウー〉）
- グリフィン家のウエディングノート（ヌリア・ソト〈アナ・アヨラ〉）
- ゴールデンスランバー（ソニョン〈ハン・ヒョジュ〉）
- ゴールデン・チャイルド ※VOD版
- ザ・ブリザード
- シグナル（ヘイリー〈オリヴィア・クック〉）
- シャークネード（ノヴァ〈キャシー・スケルボ〉）
- ジャックとジル（ホセフィナ）
- ジョニー・イングリッシュ 気休めの報酬（イジー）
- スターリングラード 史上最大の市街戦
- セカンド・アクト（ヒルディ〈アナリー・アシュフォード〉）
- ゾンビーワールドへようこそ
- 大統領の執事の涙（キャロル）
- ちびっこギャング コンテスト必勝大作戦!（メアリーアン）
- ニューヨーク 冬物語（アビー〈リプリー・ソーボ〉）
- ネオン・デーモン（アシスタント〈テイラー・ヒル〉）
- バーニング 劇場版（ヘミ〈チョン・ジョンソ〉）
- パワーレンジャー（アマンダ・クラーク〈サラ・グレイ〉）
- 50/50 フィフティ・フィフティ（ジャッキー）
- フリークス・シティ（英語版）（ローレライ〈ヴァネッサ・ハジェンズ〉[12]）
- ホワイト・ストーム（ジャウ〈カリーナ・ラム〉[13]）
- マイPSパートナー（アラ）
- MUD -マッド-（ジュニパー〈リース・ウィザースプーン〉）
- ミッドサマー（ウッラ[14]）
- ミュータント・ワールド
- モールス
- ラスト・プリンセス 大韓帝国最後の皇女（徳恵翁主〈少女〉）
- ラスト・ワールド（ジョージナ〈ボニー・ライト〉）
- 理想の男になる方法
- ロイヤル・ナイト 英国王女の秘密の外出
- ワールド・オン・ファイアー（エミリー）

#### ドラマ
- 蒼のピアニスト（ハ・ソユル）
- FBI: Most Wanted 〜指名手配特捜班〜4（カーリー・キャシディ）
- エレメンタリー ホームズ&ワトソン in NY（メリンダ・ヤング）
- オースティン&アリー（リドリー）
- オレンジ・イズ・ニュー・ブラック（ローナ・モレロ〈ヤエル・ストーン〉）
- キム・マンドク〜美しき伝説の商人（ペク・ソレ〈チョン・イェソ〉、イ・ウン、カン・サン）
- キャリアを引く女〜キャリーバッグいっぱいの恋〜（パク・ヘジュ〈チョン・ヘビン〉）
- グッド・ドクター6（サーニャ）
- グリーンリーフ シリーズ（ソフィア・グリーンリーフ）
- GRIMM/グリム（ビリー・トランプ）
- ゴシップガール（ドナ、ティファニー、フィッシャー 他）
- THE PATH/ザ・パス（アシュリー）
- CSI:科学捜査班（モリー）
- CSI:ニューヨーク（ミランダ）
- スイート・マグノリアス（シー・シー）
- 水滸伝 All Men Are Brothers（扈三娘、李師師）
- SUITS/スーツ（リサ、クリスティーナ）
- スーパーナチュラル（アイリーン）
- その冬 、風が吹く（チン・ソラ）
- DOC-わたしを思い出す日まで-（フェリシア）
- ドリームハイ2（リアン）
- ねじれた疑惑（ホイットニー〈ブリアンヌ・ハウイー〉）
- ビリオンズ シリーズ（ケイト・サッカー）
- フォーリング・ウォーター（サビーヌ〈ブルック・ブルーム〉（第1シーズン）、〈ブリタニー・アレン〉（第2シーズン））
- THE BRIDGE/ブリッジ シーズン3（シャネット）
- プリティ・リトル・ライアーズ（ミランダ）
- BONES（リリー）
- マリブ・レスキューチーム: ザ・シリーズ（ディラン）
- マンハッタンに恋をして〜キャリーの日記〜（英語版）（ドリット・ブラッドショー）
- 野王（英語版）（ソク・スジョン）
- よみがえり 〜レザレクション〜（レイチェル）
- レッド・オークス（英語版） シリーズ（ミスティ）
- LAW & ORDER:性犯罪特捜班（アリシア）
- LAW & ORDER:LA（ソレダッド）
- Law & Order: UK（ジェス）

#### アニメ
- ジョニーテスト（シシー）
- スター・ウォーズ/クローン・ウォーズ
- スター・ウォーズ 反乱者たち（マーケス・チュア）
- バービー（テレサ）
- パパはバウンティ・ハンター（ヴァックス）
- 魔法が解けて（バンティ）
- モータウンの魔法（ベルナデッド）
- LEGO スター・ウォーズ エンパイア・ストライクス・アウト

### ボイスオーバー
- マーサ・スチュワート・ショー（英語版）（Dlife）（タイラ・バンクス〈本人〉）
- プロジェクト・ランウェイ（ジャニュアリー・ジョーンズ〈本人〉、ココ・ロシャ〈本人〉）

### ナレーション
- ANA CM
- 声優タクシー旅
- 法務省 CM
- リクルート CM

### ボイスコミック
- liar（田所あずさ）

### 朗読劇
- ハニーミルク5周年×Mixa BL朗読シリーズVol.4「JOY」（2021年7月4日、Mixalive TOKYO Hall Mixa） - 智文 役[15]
- リーディングライブ 講談社「JOY」（智文）